# توني ميلر (سياسي)
توني ميلر (بالإنجليزية: Tony Miller)‏ هو سياسي أمريكي، ولد في 28 يونيو 1948 في الولايات المتحدة. حزبياً، نشط في الحزب الديمقراطي.